# Mats Knoester
Mats Knoester (Alphen aan den Rijn, 19 de noviembre de 1998) es un futbolista neerlandés que juega como defensa en el Aberdeen F. C. de la Scottish Premiership.

## Trayectoria
Ingresó en la cantera del Feyenoord de Róterdam y se desarrolló allí durante 14 años, antes de ser transferido al Heracles Almelo el 17 de enero de 2019. Debutó como profesional con el Heracles en una victoria por 1-0 en la Eredivisie contra el Ajax de Ámsterdam el 9 de febrero de 2019.

## Estadísticas

### Clubes
Actualizado al último partido disputado el 24 de enero de 2023.
| Club                           | Div.          | Temporada     | Liga  | Liga  | Copas nacionales | Copas nacionales | Copas internacionales | Copas internacionales | Total | Total |
| Club                           | Div.          | Temporada     | Part. | Goles | Part.            | Goles            | Part.                 | Goles                 | Part. | Goles |
| ------------------------------ | ------------- | ------------- | ----- | ----- | ---------------- | ---------------- | --------------------- | --------------------- | ----- | ----- |
| Heracles Almelo · Países Bajos | 1.ª           | 2018-19       | 5     | 0     | 0                | 0                | —                     | —                     | 5     | 0     |
| Heracles Almelo · Países Bajos | 1.ª           | 2019-20       | 25    | 0     | 2                | 0                | —                     | —                     | 27    | 0     |
| Heracles Almelo · Países Bajos | 1.ª           | 2020-21       | 27    | 2     | 1                | 0                | —                     | —                     | 28    | 2     |
| Heracles Almelo · Países Bajos | 1.ª           | 2021-22       | 31    | 0     | 1                | 0                | —                     | —                     | 32    | 0     |
| Heracles Almelo · Países Bajos | Total club    | Total club    | 88    | 2     | 4                | 0                | 0                     | 0                     | 92    | 2     |
| Ferencváros T. C. · Hungría    | 1.ª           | 2022-23       | 12    | 0     | 2                | 0                | 11                    | 0                     | 25    | 0     |
| Ferencváros T. C. · Hungría    | Total club    | Total club    | 12    | 0     | 2                | 0                | 11                    | 0                     | 25    | 0     |
| Total carrera                  | Total carrera | Total carrera | 100   | 2     | 6                | 0                | 11                    | 0                     | 117   | 2     |

## Palmarés

### Títulos nacionales
| Título              | Club              | País    | Año  |
| ------------------- | ----------------- | ------- | ---- |
| Nemzeti Bajnokság I | Ferencváros T. C. | Hungría | 2023 |
| Copa de Escocia     | Aberdeen F. C.    | Escocia | 2025 |